# Taça Paulista de Futebol de 2017
A Taça Paulista de Futebol de 2017, foi a 2ª edição da competição com organização da Liga de Futebol Nacional.

## Fórmula de disputa
- Primeira fase participarão 20 clubes que formarão quatro grupo com cinco clubes cada, os clubes do Grupo 1 jogarão contra os do Grupo 2 e os clubes do Grupo 3 jogarão contra os do Grupo 4 em turno único, classificando-se para a segunda fase os 02 (dois) clubes com o maior número de pontos ganhos em cada um dos grupos, considerados exclusivamente os resultados obtidos nesta fase, sendo rebaixados os últimos colocados de cada grupo para a Segunda Divisão da Taça Paulista de Futebol 2017.

- Segunda fase será disputada pelos 08 (oito) clubes classificados na primeira fase, divididos em 02 (dois) grupos de 04 (quatro) clubes cada um, que jogarão dentro dos respectivos grupos em turno único, classificando-se para as semifinais em jogos de ida e volta os 02 (dois) clubes com o maior número de pontos ganhos em cada um dos grupos, considerados exclusivamente os resultados obtidos nesta fase.

## Participantes
| Equipe            | Cidade                  | Participações   | Títulos        |
| ----------------- | ----------------------- | --------------- | -------------- |
| Aliança Atlética  | Carapicuíba             | 2ª Participação | 0 (não possui) |
| Bebedouro         | Bebedouro               | 2ª Participação | 0 (não possui) |
| Caieiras          | Caieiras                | 2ª Participação | 0 (não possui) |
| Cambará           | Cambará-PR              | Estreante       | 0 (não possui) |
| Corinthians       | Presidente Prudente     | 2ª Participação | 0 (não possui) |
| Delta             | Várzea Paulista         | Estreante       | 0 (não possui) |
| Grêmio Bela Vista | Rio Claro               | Estreante       | 0 (não possui) |
| Independente      | Itatiba                 | Estreante       | 0 (não possui) |
| Leões do Recanto  | Tietê                   | Estreante       | 0 (não possui) |
| Matão             | Matão                   | Estreante       | 0 (não possui) |
| Montealtense      | Monte Alto              | Estreante       | 0 (não possui) |
| Peruíbe           | Peruíbe                 | 2ª Participação | 0 (não possui) |
| Raça              | Hortolândia             | 2ª Participação | 0 (não possui) |
| Rose'n Boys       | Franca                  | Estreante       | 0 (não possui) |
| São Bento         | Marília                 | Estreante       | 0 (não possui) |
| Sãocarlense       | São Carlos              | 2ª Participação | 0 (não possui) |
| Talentos 10       | Bauru                   | 2ª Participação | 0 (não possui) |
| União Suzano      | Suzano                  | 2ª Participação | 0 (não possui) |
| Vai-Vai           | São Paulo               | 2ª Participação | 0 (não possui) |
| Vila Nova         | Santa Cruz do Rio Pardo | Estreante       | 0 (não possui) |

## Primeira fase[2]
|  |                                   |
|  | Classificados para a segunda fase |
|  | Eliminados na primeira fase       |
|  | Rebaixados à Segunda divisão      |